# José Cordeiro
José Manuel Garcia Cordeiro (ur. 29 maja 1967 w Seles) – portugalski duchowny rzymskokatolicki, biskup Bragançy-Mirandy w latach 2011–2021, arcybiskup metropolita Bragi od 2022.

## Życiorys
Święcenia kapłańskie otrzymał 16 czerwca 1991 i został inkardynowany do diecezji Bragança-Miranda. Po święceniach pracował jako proboszcz, wychowawca seminarium oraz jako kapelan politechniki w Bragançy. Po odbytych w latach 1999-2001 studiach w Rzymie został wicerektorem Papieskiego Kolegium Portugalskiego, a w latach 2005-2011 pełnił funkcję jego rektora. Od 2004 był także wykładowcą na Anselmianum.
18 lipca 2011 papież Benedykt XVI mianował go biskupem diecezji Bragança-Miranda. Sakry biskupiej udzielił mu 2 października 2011 patriarcha Lizbony – kard. José da Cruz Policarpo.
3 grudnia 2021 papież Franciszek przeniósł go na urząd arcybiskupa metropolity Bragi. Ingres odbył 13 lutego 2022.